# Mehdi Karnass
Mehdi Karnass (arab. المهدي قرناس, ur. 12 marca 1990) – marokański piłkarz, grający jako prawy obrońca w FUS Rabat. Trzykrotny reprezentant kraju.

## Klub

### Difaâ El Jadida
Zaczynał karierę w Difaâ El Jadida.
W sezonie 2011/2012 (pierwszym dostępnym w bazie Transfermarkt) zagrał 15 meczów, strzelił jednego gola, ponadto miał też dwie asysty.
W kolejnym sezonie zagrał 27 spotkań, w których udało mu się czterokrotnie asystować.
W sezonie 2013/2014 zagrał 18 meczów, miał też po jednym golu i asyście.

### Aalesunds FK
20 czerwca 2014 roku dołączył do Aalesunds FK. W norweskim zespole zadebiutował 22 lipca 2014 roku w meczu przeciwko Sarpsborg 08 FF (3:2 dla rywali Aalesunds). Na boisku spędził 35 minut. Łącznie zagrał 13 spotkań w Eliteserien.

### FAR Rabat
12 stycznia 2015 roku wrócił do Maroka, podpisując kontrakt z FAR Rabat. W tym zespole debiut zaliczył 31 stycznia 2015 roku w meczu przeciwko Moghrebowi Tétouan (1:0 dla rywali FAR). Na boisko wszedł w 62. minucie, zastąpił Nabila Loualjiego. Łącznie zagrał 17 meczów.

### Wydad Casablanca
12 stycznia 2016 roku dołączył do Wydadu Casablanca. W tym klubie debiut zaliczył 17 lutego 2016 roku w meczu przeciwko FAR Rabat (0:2 dla Wydadu). Zagrał całe spotkanie. Pierwszego (i jedynego gola) strzelił w Wigilię Bożego Narodzenia w roku 2016, kiedy jego zespół mierzył się z FUS Rabat (1:2 dla Wydadu). Do bramki trafił w 66. minucie. Łącznie zagrał 11 meczów i strzelił jedną bramkę.
W sezonie 2016/2017 przyczynił się do zdobycia mistrzostwa kraju przez swój zespół.

### Powrót do El Jadidy
1 lipca 2018 roku wrócił do Difaâ El Jadida. Ponownie w koszulce tego zespołu zagrał 9 września 2018 roku w meczu przeciwko FAR Rabat (0:1 dla klubu Karnassa). Zagrał całe spotkanie. Łącznie zagrał 65 spotkań, w których strzelił 12 goli i miał 9 asyst.

### FUS Rabat
29 sierpnia 2021 roku został zawodnikiem FUS Rabat. W tym klubie zadebiutował 11 września 2021 roku w meczu przeciwko Chabab Mohammédia (2:0 dla rywali FUS). Zagrał cały mecz. Pierwszego gola strzelił 7 listopada 2021 roku w meczu przeciwko Ittihadowi Tanger (2:1 dla FUS). Do siatki trafił w 68. minucie meczu. Pierwszą asystę zaliczył 2 września 2022 roku w meczu przeciwko Wydad Casablanca (1:1). Asystował przy golu Marouane Louadniego w 45. minucie. Łącznie do 7 września 2022 roku zagrał 30 meczów, strzelił 4 gole i miał jedną asystę.

## Reprezentacja
W marokańskiej reprezentacji zadebiutował 13 października 2014 roku w meczu przeciwko Kenii (3:0 dla Maroka). W debiucie strzelił gola – do siatki trafił w 77. minucie meczu. 
Na Mistrzostwach Narodów Afryki 2020 zagrał dwa spotkania, a Maroko wygrało turniej.